# Врховље при Којскем
Врховље при Којскем (словен. Vrhovlje pri Kojskem, итал. Vercoglia di Quisca) је насељено место у општини Брда, Горишка регија, Словенија.

## Историја
До територијалне реорганизације у Словенији било је у саставу старе општине Нова Горица.

## Становништво
У попису становништва из 2011. године, Врховље при Којскем је имало 113 становника.
| Број становника према пописима | Број становника према пописима | Број становника према пописима |
| ------------------------------ | ------------------------------ | ------------------------------ |
| 1991                           | 2002                           | 2011                           |
| 117                            | 118                            | 113                            |

Напомена: До 1953. исказивано под именом Врховље.